# هیرویوکی ایمائیشی
هیرویوکی ایمائیشی (انگلیسی: Hiroyuki Imaishi؛ زادهٔ ۴ اکتبر ۱۹۷۱) کارگردان پویانمایی، پویانما، طراح شخصیت اهل ژاپن است. وی از سال ۱۹۹۵ میلادی تاکنون مشغول فعالیت بوده‌است.